# Irven Ávila
Irven Ávila (Huánuco, 2 de julho de 1990) é um futebolista peruano. Atualmente joga pelo Sporting Cristal.

## Universitário de Deportes
Ávila fez sua estreia no campeonato pelo Universitario de Deportes na temporada 2008 no dia 20 de fevereiro de 2008, com a idade de 17 anos. Sua estreia ocorreu em Chimbote contra José Gálvez FBC em uma partida fora de casa, que terminou 1-0 a favor do Universitario.

## Sport Huancayo
Em janeiro de 2009 Ávila foi emprestado ao recém-promovido clube Sport Huancayo para o início da temporada 2009 Torneo Descentralizado, a fim de ganhar mais experiência na primeira divisão. Ele fez sua estréia no campeonato pelo Sport Huancayo em 15 de fevereiro de 2009 substituindo Alianza Lima. Gerente de José Ramírez Cubas lhe permitiu começar o jogo desde o início e, posteriormente, foi substituído aos 67 minutos, já que o jogo terminou 2-1 para o Alianza Lima. Cinco jogos depois, Ávila marcou seu primeiro gol profissional em 22 de março, 2009 em uma liga corresponder em casa contra o Cienciano del Cuzco. Seu gol foi marcado no minuto 74 e ajudou a garantir a vitória por 2-0 para a sua equipa.
Antes do início da temporada de 2010, houve rumores que ligam Irvin de volta ao seu clube inicial, mas ele preferiu ficar no Sport Huancayo por ser um jogador regular.
Ávila jogou uma de suas melhores partidas do Torneo Descentralizado temporada de 2011 no round 28 de longe para os líderes do campeonato, na época, Alianza Lima. Ele marcou no minuto 59 do segundo gol na vitória por 2-0 ao Sport Huancayo em Matute.

## Carreira internacional
Ele jogou pelo Peru na Copa do Mundo Sub-17, na Coreia do Sul, e ele também jogou na sub-20 do Peru.
Ávila fez sua estreia sênior na seleção do Peru em 5 de setembro de 2009, em uma partida para a classificação para a Copa do Mundo de 2010; Em um jogo em casa contra o Uruguai, aos 19 anos. Ele foi substituído por Daniel Chávez aos 59 minutos. Sua estreia foi disputado no Monumental e terminou 1-0 a favor do Peru. Seu segundo jogo para o Peru era um amistoso contra Honduras que foi disputado em 19 de novembro de 2009, que terminou em uma vitória por 2-1 para o Peru.
Em 28 de agosto de 2011, Ávila foi convocado para a seleção peruana por Sergio Markarian para participar de dois amistosos contra a Bolívia.